# Liste deutscher Marinewerften
Diese Liste listet deutsche Unternehmen auf, die Kriegsschiffe und U-Boote für die deutsche Marine und den Export bauen oder gebaut haben. Sie dient vor allem für historische Zwecke und bietet eine Übersicht des militärischen Komplexes der Bundesrepublik Deutschland.
| Kurzform                  | Name                                                                | Produkte                                                                                          | Schicksal |
| ------------------------- | ------------------------------------------------------------------- | ------------------------------------------------------------------------------------------------- | --- |
| AG Weser                  | AG „Weser“, Bremen                                                  | U-Boote, Fregatten, Zerstörer                                                                     | am 31. Dezember 1983 geschlossen |
| Abeking & Rasmussen (A&R) | Abeking & Rasmussen Schiffs- und Yachtwerft AG                      | Minensuchboote, Schnellboote                                                                      | weiterhin unabhängig aktiv |
| Blohm + Voss              | Blohm+Voss B.V. & Co. KG                                            | Schlachtschiffe, Kreuzer, U-Boote, Zerstörer, Fregatten, Schnellboote                             | 2016 von Lürssen übernommen |
| Bremer Vulkan             | Bremer Vulkan AG Schiffbau und Maschinenfabrik Bremen-Vegesack      | U-Boote, Fregatten                                                                                | 1997 nach Insolvenz stillgelegt |
| Burmester Werft           | Burmester Werft Bremen-Lesum, Swinemünde                            | Kriegsfischkutter, Minensuch- und Räumboote                                                       | 1979 von der Lürssenwerft übernommen |
| Danziger Werft            | Danziger Werft AG, Danzig                                           | U-Boote                                                                                           | nach Kriegsende 1945 mit Schichau zur Leninwerft Danzig fusioniert |
| DeSchiMAG                 | Deutsche Schiff- und Maschinenbau AG, Bremen                        | Zerstörer, Kreuzer, U-Boote                                                                       | Zusammenschluss von Einzelwerften im Jahr 1928: u. a. AG „Weser“, Vulkan Hamburg und Stettin. Ende 1945 liquidiert.                                                                                                   |
| Deutsche Werft            | Deutsche Werft AG, Hamburg                                          | U-Boote                                                                                           | 1968 zu HDW fusioniert |
| Deutsche Werke            | Deutsche Werke AG, Kiel                                             | Schlachtschiffe, Kreuzer, Zerstörer, U-Boote                                                      | nach Kriegsende demontiert, Areal 1955 von Howaldtswerke übernommen |
| Evers-Werft               | Evers Werft, Niendorf                                               | Minensucher                                                                                       | nach Ausmusterung der hölzernen Minensucher Aufgabe des Werft-Betriebes |
| Flender-Werke             | Flender-Werft AG, Lübeck                                            | U-Boote                                                                                           | 2002 nach Insolvenz geschlossen |
| FSG                       | Flensburger Schiffbau-Gesellschaft mbH & Co. KG                     | U-Boote, Trossschiffe                                                                             | weiterhin unabhängig |
| Germaniawerft             | Friedrich Krupp Germaniawerft AG, Kiel                              | U-Boote, Kreuzer, Zerstörer, Schlachtschiffe                                                      | nach 1945 demontiert |
| Stülckenwerft             | H.C. Stülcken Sohn, Hamburg                                         | Zerstörer, U-Boote                                                                                | 1966 nach Insolvenz von Blohm & Voss übernommen |
| HDW                       | Howaldtswerke-Deutsche Werft AG, Kiel                               | U-Boote, Fregatten                                                                                | Entstanden 1968 aus Fusion der Kieler Howaldtswerke mit den Howaldtswerken Hamburg und der Deutschen Werft. Seit 2012 ThyssenKrupp Marine Systems GmbH, Kiel.                                                         |
| Howaldtswerke             | Howaldtswerke Hamburg                                               | U-Boote                                                                                           | entstand 1930 aus den Werften A.G. Vulkan Hamburg und Janssen & Schmilinsky, 1968 zu HDW fusioniert, 1985 geschlossen                                                                                                 |
| Kriegsmarinewerft         | Kriegsmarinewerft, Wilhelmshaven                                    | U-Boote, Schlachtschiffe, Kreuzer                                                                 | nach Kriegsende zum Teil demontiert, heute Marinearsenal des BWB |
| Kröger-Werft              | Krögerwerft GmbH & Co. KG, ehemals                                  | Schnellboote, Minensuch- und Jagdboote, Küstensicherungsboote                                     | Niederlassungen in Warnemünde und Stralsund wurden 1945 enteignet und zur Warnowwerft bzw. Volkswerft Stralsund, Neugründung in Schacht-Audorf, wird heute unter Leitung von Lürssen als Lürssen-Kröger weitergeführt |
| Lürssen                   | Fr. Lürssen Werft GmbH & Co.KG, Bremen                              | Schnellboote, Minensuchboote, Minenjagdboote, Korvetten, Fregatten und Versorger (in Kooperation) | nach wie vor in Familienbesitz |
| Neptun Werft              | Neptun Werft AG, Rostock                                            | Minensuchboote, U-Boote, Versorger (als Unterauftragnehmerin)                                     | 1998 von der Meyer-Werft übernommen |
| Nordseewerke              | Nordseewerke, Emden                                                 | U-Boote, Fregatten, Korvetten                                                                     | früher Teil von ThyssenKrupp Marine Systems, heute Emden Dockyard |
| ThyssenKrupp              | ThyssenKrupp Marine Systems, Kiel                                   | U-Boote, Fregatten, Korvetten                                                                     | Fusion von Blohm + Voss, Nordseewerke und HDW |
| Oderwerke                 | Stettiner Oderwerke Aktiengesellschaft für Schiff- und Maschinenbau | Minensuchboote, U-Boote                                                                           | Standort Stettin 1945 demontiert, 1961 Insolvenz |
| Peene-Werft               | Peene-Werft GmbH & Co. KG                                           | Schnellboote, Minensuch- und Räumboote, Landungsboote, Patrouillenboote                           | 2012 von Lürssen übernommen |
| Schichau                  | F. Schichau, Danzig                                                 | Minensuchboote, U-Boote                                                                           | nach 1945 Übernahme durch den polnischen Staat als Leninwerft Danzig |
| Seebeckwerft              | Schichau Seebeck Shipyard GmbH                                      | Minensuchboote, Torpedoboote, Vorpostenboote, U-Boote                                             | 31. Juli 2009 geschlossen |
| Vulkan Hamburg            | A.G. Vulkan Hamburg                                                 | Kreuzer, U-Boote                                                                                  | 1926 an DeSchiMAG, 1929 Howaldtswerke Hamburg |
| Vulkan Stettin            | A.G. Vulkan Stettin                                                 | Kreuzer, U-Boote                                                                                  | 1926 an DeSchiMAG, 1928 geschlossen |
| GNY Kiel                  | German Naval Yards Kiel                                             | Fregatten, Korvetten, Offshore Patrol Vessels                                                     | Hervorgegangen aus dem Überwasser-Marineschiffbau der Howaldtswerke-Deutsche Werft GmbH (HDW), heute Teil der German Naval Yards Holdings                                                                             |